# Atheta pseudovilis
Atheta pseudovilis är en skalbaggsart som beskrevs av Max Bernhauer 1907. Atheta pseudovilis ingår i släktet Atheta och familjen kortvingar. Inga underarter finns listade i Catalogue of Life.